# Isobel Hadley-Kamptz
Isobel Veronica Marie Hadley-Kamptz, född 21 juli 1976 i Oxie församling i Malmö, är en svensk journalist och författare från Dalarna, uppvuxen i Ludvika.
Hadley-Kamptz är ledarskribent för Dagens Nyheter. Hon har tidigare skrivit för Dagens Nyheters och Expressens kultur- och ledarsidor och regelbundna krönikor i Syre. Vidare har hon gjort sig känd som bloggare samt medverkat i TV 8:s Studio Virtanen, där hon tillsammans med Leo Lagercrantz utgjort mediepanelen.
Våren 2007 släpptes hennes debutroman Jag går bara ut en stund.
2011 släpptes hennes essäbok Frihet och fruktan: Tankar om en ny liberalism som bland annat handlar om de svårigheter liberalismen står inför i samtiden och framtiden. Hon målar upp ett stort hot från framväxandet av antimarknader där inflytelserika personer med hjälp av sin makt ser till att få riktade subventioner till sina företag. Hadley-Kamptz översatte Kate Mannes Down Girl till svenska 2020 och samma författares Entitled: How Male Privilege Hurts Women 2022, båda på förlaget Fri Tanke.
Säsongerna 2016–2017, 2017–2018 och 2019–2020 tävlade hon i På spåret tillsammans med Kalle Lind. 2016–2017 blev laget tvåa.
Hon har varit gift med statsvetaren Svend Dahl.